# Uno-X Pro Cycling Team (Frauenteam)/Saison 2023
Dieser Artikel beschreibt die Mannschaft und die Siege des UCI Women’s WorldTeams Uno-X Pro Cycling Team in der Saison 2023.

## Mannschaft
| Teamkader 2023            | Teamkader 2023     | Teamkader 2023         | Teamkader 2023                                   |
| Name                      | Geburtsdatum       | Land                   | Vorheriges Team                                  |
| ------------------------- | ------------------ | ---------------------- | ------------------------------------------------ |
| Anniina Ahtosalo          | 27. August 2003    | Finnland               | Team Rytger powered by Cykeltøj-Online.dk (2021) |
| Susanne Andersen          | 23. Juli 1998      | Norwegen               | Team DSM (2021)                                  |
| Elinor Barker             | 7. September 1994  | Vereinigtes Königreich | Drops-Le Col (2021)                              |
| Hannah Barnes             | 4. Mai 1993        | Vereinigtes Königreich | Canyon-SRAM Racing (2021)                        |
| Marte Berg Edseth         | 6. Oktober 1998    | Norwegen               | Ringerike Sykkelklubb (2022)                     |
| Mie Bjørndal Ottestad     | 17. Juli 1997      | Norwegen               | Andy Schleck-CP NVST-Immo Losch (2021)           |
| Amalie Dideriksen         | 24. Mai 1996       | Dänemark               | Trek-Segafredo (2022)                            |
| Anne Dorthe Ysland        | 9. April 2002      | Norwegen               | Coop-Hitec Products (2021)                       |
| Maria Giulia Confalonieri | 30. März 1993      | Italien                | Ceratizit-WNT Pro Cycling (2022)                 |
| Rebecca Koerner           | 22. September 2000 | Dänemark               | ABC Dame Elite (2021)                            |
| Anouska Koster            | 20. August 1993    | Niederlande            | Team Jumbo-Visma (2022)                          |
| Joscelin Lowden           | 3. Oktober 1987    | Vereinigtes Königreich | Drops-Le Col (2021)                              |
| Hannah Ludwig             | 15. Februar 2000   | Deutschland            | Canyon-SRAM Racing (2021)                        |
| Amalie Lutro              | 15. März 2000      | Norwegen               | Coop-Hitec Products (2021)                       |
| Julie Leth                | 13. Juli 1992      | Dänemark               | Ceratizit-WNT Pro Cycling (2021)                 |
| Wilma Olausson            | 9. April 2001      | Schweden               | Team DSM (2021)                                  |
|                           |                    |                        |                                                  |
| Quelle: ProCyclingStats   |                    |                        |                                                  |

## Siege
| Siege    | Siege                                                    | Siege    | Siege         | Siege                 | Siege |
| Datum    | Rennen                                                   | Staat    | Klasse        | Siegerin              |       |
| -------- | -------------------------------------------------------- | -------- | ------------- | --------------------- | ----- |
| 16. Apr. | DCU Ladies Cup, 2. Etappe                                | Dänemark | DCU licensløb | Rebecca Koerner       |       |
| 6. Mai   | Grote Prijs Eco-Struct                                   | Belgien  | 1.1           | Amalie Dideriksen     |       |
| 16. Jun. | Finnische Meisterschaften, Einzelzeitfahren der Frauen   | Finnland | CN            | Anniina Ahtosalo      |       |
| 17. Jun. | Finnische Meisterschaften, Straßenrennen der Frauen      | Finnland | CN            | Anniina Ahtosalo      |       |
| 22. Jun. | Norwegische Meisterschaften, Einzelzeitfahren der Frauen | Norwegen | CN            | Mie Bjørndal Ottestad |       |
| 25. Jun. | Dänische Meisterschaften, Straßenrennen der Frauen       | Dänemark | CN            | Rebecca Koerner       |       |
| 25. Jun. | Norwegische Meisterschaften, Straßenrennen der Frauen    | Norwegen | CN            | Susanne Andersen      |       |

## UCI-Weltranglisten-Platzierungen
| UCI-Ranking | UCI-Ranking               | UCI-Ranking            | UCI-Ranking |
| Fahrerin    | Fahrerin                  | Land                   | Punkte      |
| ----------- | ------------------------- | ---------------------- | ----------- |
| 58.         | Anniina Ahtosalo          | Finnland               | 663 P.      |
| 65.         | Anouska Koster            | Niederlande            | 572 P.      |
| 69.         | Maria Giulia Confalonieri | Italien                | 542 P.      |
| 74.         | Susanne Andersen          | Norwegen               | 522 P.      |
| 83.         | Amalie Dideriksen         | Dänemark               | 466 P.      |
| 115.        | Mie Bjørndal Ottestad     | Norwegen               | 321 P.      |
| 144.        | Elinor Barker             | Vereinigtes Königreich | 274 P.      |
| 236.        | Julie Leth                | Dänemark               | 150 P.      |
| 284.        | Rebecca Koerner           | Dänemark               | 123 P.      |
| 375.        | Marte Berg Edseth         | Norwegen               | 82 P.       |
| 472.        | Hannah Ludwig             | Deutschland            | 59 P.       |
| 726.        | Wilma Olausson            | Schweden               | 26 P.       |
| 779.        | Amalie Lutro              | Norwegen               | 22 P.       |
| 839.        | Anne Dorthe Ysland        | Norwegen               | 19 P.       |